# La talpa (quarta edizione)
La quarta edizione del reality La Talpa (sottotitolata Who is the Mole), diventata docu-reality, è andata in onda in prima serata su Canale 5 dal 5 al 25 novembre 2024 con la conduzione di Diletta Leotta, affiancata dall'opinionista Ludovica Frasca (dalla seconda alla quarta puntata, dopo aver partecipato come concorrente alla prima puntata). È durata 35 giorni, ha avuto 10 concorrenti, 4 puntate e si è tenuta nella provincia di Viterbo, in Italia.
Le vicende dei sospettati sono state trasmesse da Canale 5 in prima serata il martedì (la prima puntata) e il lunedì (dalla seconda alla quarta puntata), mentre la trasmissione delle strisce quotidiane nel day-time è stata affidata a Canale 5 dal lunedì al venerdì. 
Il programma è stato presentato in anteprima il 1 novembre 2025 sulla piattaforma di streaming Mediaset Infinity, dove dal 7 novembre è stato introdotto La Talpa Detection, un format di dodici puntate pensato per lo streaming in cui ogni giovedì, ancora prima della messa in onda televisiva, venivano anticipati alcuni contenuti esclusivi con particolare focus sugli elementi di investigazione.
Il 22 novembre Mediaset ha annunciato la chiusura anticipata del programma, accorpando le ultime tre puntate in un unico appuntamento più lungo.
L'edizione si è conclusa con la vittoria di Alessandro Egger, che si è aggiudicato il montepremi di 38000 €, mentre Lucilla Agosti è stata La talpa.

## Regolamento
I concorrenti che hanno preso parte al programma hanno vissuto per tutta la durata del gioco in una villa nella provincia di Viterbo, denominata Villa delle spie, e formato un gruppo unito all'interno del quale si nasconde La talpa, colei/colui/coloro che avrebbe/avrebbero dovuto sviare i sospetti, sabotare le prove e confondere i sospettati per poter aumentare il proprio bottino a discapito del montepremi del gruppo.
Ogni settimana i concorrenti hanno affrontato varie prove il cui esito positivo o negativo influiva sul montepremi e durante le quali La talpa può per compromettere l'esito della prova e aumentare così il proprio bottino. Le prove che i concorrenti sono chiamati ad affrontare sono di abilità, forza e resistenza.
Al termine di ogni puntata e delle varie sfide affrontate i concorrenti, all'interno della Corte delle spie, possono aggiudicarsi l'immunità dall'eliminazione finale grazie ad un'asta che viene aggiudicata dal sospettato che punta l'offerta più alta (detratta però dal montepremi accumulato). I restanti concorrenti rimasti a rischio eliminazione si sottopongono al test finale basato su 15 domande riguardanti proprio l'identità de La talpa; il concorrente che sbaglia più domande sarà l'eliminato di puntata.

## Sospettati
L'età dei concorrenti si riferisce al momento dell'ingresso nel programma.
| Concorrente        | Età     | Professione                             | Luogo di nascita | Stato                           |
| ------------------ | ------- | --------------------------------------- | ---------------- | ------------------------------- |
| Alessandro Egger   | 33 anni | Attore, modello                         | Belgrado         | Vincitore                       |
| Lucilla Agosti     | 46 anni | Conduttrice TV, conduttrice radiofonica | Milano           | Seconda classificata - La talpa |
| Andrea Preti       | 36 anni | Attore                                  | Copenaghen       | Terzo classificato              |
| Marina La Rosa     | 47 anni | Attrice, personaggio TV                 | Messina          | Quarta classificata             |
| Andreas Müller     | 28 anni | Ballerino                               | Singen           | Eliminati                       |
| Veronica Peparini  | 53 anni | Coreografa                              | Roma             | Eliminati                       |
| Orian Ichaki       | 25 anni | Modella                                 | Herzliya         | Eliminata                       |
| Gilles Rocca       | 41 anni | Attore, personaggio TV                  | Roma             | Eliminato                       |
| Elisa Di Francisca | 41 anni | Schermitrice olimpica                   | Jesi             | Eliminata                       |
| Marco Melandri     | 42 anni | Ex pilota motociclistico                | Ravenna          | Eliminato                       |
| Ludovica Frasca    | 31 anni | Personaggio TV                          | Napoli           | Eliminata                       |

## Tabellone dello svolgimento del programma
Legenda
     Il concorrente è salvo
     Il concorrente è preferito del gruppo e dunque salvo
     Il concorrente si aggiudica l'asta per l'immunità
     Il concorrente è eliminato definitivamente dal gioco
     Il concorrente è eliminato, ma rientra in gioco azzerando il montepremi del gruppo
     Il concorrente è ripescato
     Il concorrente è La talpa
| Concorrente        | Concorrente        | Puntate   | Puntate   | Puntate   | Puntate    | Puntate    | Puntate   | Puntate   | Puntate             | Puntate                         |
| Concorrente        | Concorrente        | 1ª        | 1ª        | 2ª        | Semifinale | Semifinale | Finale    | Finale    | Finale              | Finale                          |
| ------------------ | ------------------ | --------- | --------- | --------- | ---------- | ---------- | --------- | --------- | ------------------- | ------------------------------- |
| Alessandro Egger   | Alessandro Egger   | Eliminato | Salvo     | Salvo     | Salvo      | Salvo      | Finalisti | Salvi     | Salvi               | Vincitore                       |
| Lucilla Agosti     | Lucilla Agosti     | Salva     | Salva     | Salva     | Salva      | Salva      | Finalisti | Salvi     | Salvi               | Seconda classificata - La talpa |
| Andrea Preti       | Andrea Preti       | Salvo     | Salvo     | Immune    | Salvo      | Salvo      | Finalisti | Immune    | Salvo               | Terzo classificato              |
| Marina La Rosa     | Marina La Rosa     | Salvi     | Salvi     | Salvi     | Salvi      | Salvi      | Finalisti | Salva     | Quarta classificata |                                 |
| Andreas Müller     | Veronica Peparini  | Salvi     | Salvi     | Salvi     | Salvi      | Salvi      | Finalisti | Eliminati |                     |                                 |
| Orian Ichaki       |                    | Salvi     | Salvi     | Salvi     | Salvi      | Salvi      | Finalisti | Eliminati |                     |                                 |
| Gilles Rocca       | Gilles Rocca       | Preferito | Salvo     | Salvo     | Salvo      | Salvo      | Eliminato |           |                     |                                 |
| Elisa Di Francisca | Elisa Di Francisca | Salva     | Salva     | Salva     | Eliminata  |            |           |           |                     |                                 |
| Marco Melandri     | Marco Melandri     | Salvi     | Immune    | Eliminato |            |            |           |           |                     |                                 |
| Ludovica Frasca    | Ludovica Frasca    | Salvi     | Eliminata |           |            |            |           |           |                     |                                 |

## Dettaglio puntate

### Prima puntata

#### Missione settimanale
Ambientata a Civita di Bagnoregio, la prova consiste, a staffetta, per ogni coppia/trio (formate dalla conduttrice) di sbrogliarsi da una legatura con corde entro un tempo prestabilito, in modo da ottenere la chiave per aprire il relativo scrigno con all'interno l'incremento per il montepremi del gruppo. Penalità per il concorrente che tenta di liberarsi dalle corde prima che la coppia/trio precedente abbia finito la propria prova.
| Coppia                   | Coppia                                                                   | Esito                                                                    | Guadagno  |
| ------------------------ | ------------------------------------------------------------------------ | ------------------------------------------------------------------------ | --------- |
| Gilles                   | Orian                                                                    | Superata                                                                 | + € 2 000 |
| Marco                    | Ludovica                                                                 | Superata                                                                 | + € 2 000 |
| Andreas-Veronica         | Marina                                                                   | Superata                                                                 | + € 3 000 |
| Elisa                    | Lucilla                                                                  | Superata                                                                 | + € 5 000 |
| Andrea                   | Alessandro                                                               | Superata                                                                 | + € 8 000 |
| Montepremi (provvisorio) | Montepremi (provvisorio)                                                 | Montepremi (provvisorio)                                                 | € 20 000  |
| Malus                    | Tentativo di liberarsi dalle corde prima del previsto da parte di Andrea | Tentativo di liberarsi dalle corde prima del previsto da parte di Andrea | - € 8 000 |
| Montepremi (definitivo)  | Montepremi (definitivo)                                                  | Montepremi (definitivo)                                                  | € 12 000  |

Tra la missione settimanale e la Grande prova, Gilles Rocca è stato eletto preferito dal gruppo e ha avuto la facoltà di assegnare a ciascun avversario un vaso ciascuno contenente immunità dalla prova successiva, l'eliminazione diretta o niente. Alessandro Egger ha ricevuto la brocca con l'eliminazione diretta, tuttavia ha avuto una scelta: andarsene mantenendo intatto il montepremi oppure tornare in gioco azzerandolo. Egger sceglie la seconda opzione salvandosi dall'eliminazione ma azzerando il montepremi ottenuto.

#### Grande prova
La prova è ambientata nell'arena delle spie. Su un braciere ardente sono posizionate 15 monete (tra le quali una negativa del valore di -10 000 euro). Con un guanto ignifugo, ciascun concorrente deve recuperare una moneta e, al termine di un percorso, arrampicarsi su una rete per inserire la stessa all’interno della bocca di un totem. Se in 6 superano la prova +3 000 euro al montepremi accumulato. 15 minuti di tempo totali. Per completare la prova un concorrente deve trasformarsi in una torcia umana completando un percorso con una miccia infuocata da dover accendere. In caso di sforo del tempo della prima parte della prova e/o rifiuto per il concorrente prescelto dalla produzione, ci sarà una penalità sui soldi accumulati.
| Concorrenti              | Esito                                                               | Guadagno   |
| ------------------------ | ------------------------------------------------------------------- | ---------- |
| Gilles                   | Superata                                                            | + € 17 000 |
| Marco                    | Superata                                                            | + € 17 000 |
| Andreas-Veronica         | Superata                                                            | + € 17 000 |
| Andrea                   | Superata                                                            | + € 17 000 |
| Ludovica                 | Superata                                                            | + € 17 000 |
| Alessandro               | Superata                                                            | + € 17 000 |
| Marina                   | Superata                                                            | + € 17 000 |
| Orian                    | Fallita                                                             | Fallita    |
| Lucilla                  | Fallita                                                             | Fallita    |
| Elisa                    | Immune                                                              | Immune     |
| Montepremi (provvisorio) | Montepremi (provvisorio)                                            | € 17 000   |
| Malus                    | Sforo del tempo massimo della prova da parte di Marina              | - € 500    |
| Malus                    | Rifiuto di Orian nel completare la grande prova con la torcia umana | - € 2 000  |
| Montepremi (definitivo)  | Montepremi (definitivo)                                             | € 14 500   |

#### Asta per immunità e test per l'eliminazione finale
| Concorrente                | Asta per l'immunità        | Asta per l'immunità        | Asta per l'immunità    | Test finale      |
| Concorrente                | Offerta massima            | Offerta massima            | Esito provvisorio      | Esito definitivo |
| Concorrente                | 1ª                         | 2ª                         | Esito provvisorio      | Esito definitivo |
| -------------------------- | -------------------------- | -------------------------- | ---------------------- | ---------------- |
| Marco                      | € 1 000                    | € 14 500                   | Immune e salvo         | Immune e salvo   |
| Lucilla                    | € 250                      | € 1 100                    | A rischio eliminazione | Salva            |
| Marina                     | € 300                      | —                          | A rischio eliminazione | Salva            |
| Elisa                      | € 100                      | —                          | A rischio eliminazione | Salva            |
| Orian                      | —                          | —                          | A rischio eliminazione | Salva            |
| Gilles                     | —                          | —                          | A rischio eliminazione | Salvo            |
| Andrea                     | —                          | —                          | A rischio eliminazione | Salva            |
| Andreas-Veronica           | —                          | —                          | A rischio eliminazione | Salvi            |
| Alessandro                 | —                          | —                          | A rischio eliminazione | Salvo            |
| Ludovica                   | —                          | —                          | A rischio eliminazione | Eliminata        |
| Montepremi di fine puntata | Montepremi di fine puntata | Montepremi di fine puntata | € 0                    | € 0              |

#### Sospetti della puntata
Nel corso della puntata sono stati menzionati i seguenti dubbi e sospetti sugli avversari, fondamentali per la rivelazione dell'identità de La talpa.
| Concorrente      | Sospetto |
| ---------------- | --- |
| Lucilla          | Fa perdere tempo non legandosi i capelli prima dell'inizio della prova e cadendo subito alla base della salita; Risulta la più lenta (in coppia con Elisa Di Francisca) durante la slegatura nella prima prova. |
| Alessandro       | Azzera il montepremi per rientrare in gioco dopo l'eliminazione dalla Prova delle anfore. |
| Elisa            | Risulta la più lenta (in coppia con Lucilla Agosti) durante la slegatura nella prima prova. |
| Orian            | Le scivola la moneta da inserire nel totem durante la Grande prova; Rifiuta di fare la torcia umana al termine della Grande prova implicando una penalità nel montepremi (essendo la prima scelta).             |
| Marina           | Impiega molto tempo nel prendere la moneta dal fuoco durante la Grande prova facendo sforare il tempo massimo del gruppo e implicando una penalità nel montepremi.                                              |
| Andrea           | Tenta di slegarsi dalle corde prima che la coppia precedente abbia finito la propria manche. |
| Marco            | Offre l'intero montepremi guadagnato dal gruppo per evitare il test finale ad eliminazione. |
| Andreas-Veronica | Nessun sospetto |
| Gilles           | Nessun sospetto |
| Ludovica         | Nessun sospetto |

### Seconda puntata

#### Missione settimanale
Divisi in tre gruppi, i concorrenti devono raggiungere in 60 minuti la cima di Montesanto a 750 metri di altezza. Andreas, Veronica e Andrea iniziano il percorso portando con loro la Piramide dei Sospetti; Marina, Lucilla, Marco e Alessandro tentano di raggiungere la cima in bicicletta; Orian, Gilles e Elisa devono arrivare alla meta facendo trekking. Arrivati in cima, i concorrenti devono attraversare il ponte tibetano di Sellano, il più alto d'Europa, caratterizzato da gradini discontinui, sotto i quali c'è un vuoto di 170 metri. Nel percorso devono anche recuperare delle buste, in base al modo in cui sono arrivati lì: blu spettano a chi ha portato la piramide dei sospetti; quelle rosse a chi è arrivato in bicicletta; infine le verdi sono per quelli che hanno fatto trekking. Bonus per il gruppo se tutti accettano la prova.
| Gruppi                   | Gruppi                   | Gruppi                                                                                          | Gruppi                                                                                          | Gruppi                                                                                          | Esito                                                                                           | Guadagno   |
| ------------------------ | ------------------------ | ----------------------------------------------------------------------------------------------- | ----------------------------------------------------------------------------------------------- | ----------------------------------------------------------------------------------------------- | ----------------------------------------------------------------------------------------------- | ---------- |
| Trekking                 | Gilles                   | Gilles                                                                                          | Orian                                                                                           | Elisa                                                                                           | Superata                                                                                        | + € 17 000 |
| Piramide                 | Andreas-Veronica         | Andreas-Veronica                                                                                | Andrea                                                                                          | Andrea                                                                                          | Superata                                                                                        | + € 17 000 |
| Bicicletta               | Alessandro               | Lucilla                                                                                         | Marco                                                                                           | Marina                                                                                          | Superata                                                                                        | + € 17 000 |
| Montepremi (provvisorio) | Montepremi (provvisorio) | Montepremi (provvisorio)                                                                        | Montepremi (provvisorio)                                                                        | Montepremi (provvisorio)                                                                        | Montepremi (provvisorio)                                                                        | + € 17 000 |
| Bonus                    | Bonus                    | Superamento senza alcun rifiuto da tutti concorrenti del gruppo                                 | Superamento senza alcun rifiuto da tutti concorrenti del gruppo                                 | Superamento senza alcun rifiuto da tutti concorrenti del gruppo                                 | Superamento senza alcun rifiuto da tutti concorrenti del gruppo                                 | + € 3 000  |
| Bonus                    | Bonus                    | Sotto-missione accettata da Andrea, di sottrarre la valigetta affidata dalla produzione a Marco | Sotto-missione accettata da Andrea, di sottrarre la valigetta affidata dalla produzione a Marco | Sotto-missione accettata da Andrea, di sottrarre la valigetta affidata dalla produzione a Marco | Sotto-missione accettata da Andrea, di sottrarre la valigetta affidata dalla produzione a Marco | + € 3 000  |
| Montepremi (definitivo)  | Montepremi (definitivo)  | Montepremi (definitivo)                                                                         | Montepremi (definitivo)                                                                         | Montepremi (definitivo)                                                                         | Montepremi (definitivo)                                                                         | + € 23 000 |

#### Grande prova
Nell'arena delle spie l'obiettivo dei concorrenti è quello di trasportare in coppia un peso totale di 2 500 kg, suddiviso in alcuni sacchi di juta (dai 20 ai 60 kg), attraverso un carretto. Il gruppo sceglie come coordinatore Gilles, che decreta le coppie e può togliere i sacchi di juta, rispetto a quelli decisi all'inizio, per aiutare i vari compagni.
| Concorrenti             | Esito                   | Guadagno |
| ----------------------- | ----------------------- | -------- |
| Lucilla                 | Fallita                 | Fallita  |
| Marco                   | Fallita                 | Fallita  |
| Andreas-Veronica        | Fallita                 | Fallita  |
| Marina                  | Fallita                 | Fallita  |
| Alessandro              | Fallita                 | Fallita  |
| Elisa                   | Fallita                 | Fallita  |
| Gilles                  | Fallita                 | Fallita  |
| Andrea                  | Fallita                 | Fallita  |
| Orian                   | Fallita                 | Fallita  |
| Montepremi (definitivo) | Montepremi (definitivo) | € 23 000 |

#### Asta per immunità e test per l'eliminazione finale
| Concorrente                | Asta per l'immunità        | Asta per l'immunità        | Asta per l'immunità    | Test finale      |
| Concorrente                | Offerta massima            | Offerta massima            | Esito provvisorio      | Esito definitivo |
| Concorrente                | 1ª                         | 2ª                         | Esito provvisorio      | Esito definitivo |
| -------------------------- | -------------------------- | -------------------------- | ---------------------- | ---------------- |
| Andrea                     | —                          | € 13 500                   | Immune e salvo         | Immune e salvo   |
| Orian                      | € 500                      | —                          | A rischio eliminazione | Salva            |
| Marina                     | —                          | —                          | A rischio eliminazione | Salva            |
| Elisa                      | —                          | —                          | A rischio eliminazione | Salva            |
| Gilles                     | —                          | —                          | A rischio eliminazione | Salvo            |
| Lucilla                    | —                          | —                          | A rischio eliminazione | Salva            |
| Andreas-Veronica           | —                          | —                          | A rischio eliminazione | Salvi            |
| Alessandro                 | —                          | —                          | A rischio eliminazione | Salvo            |
| Marco                      | —                          | —                          | A rischio eliminazione | Eliminato        |
| Montepremi di fine puntata | Montepremi di fine puntata | Montepremi di fine puntata | € 9 500                | € 9 500          |

#### Sospetti della puntata
| Concorrente      | Sospetto |
| ---------------- | --- |
| Lucilla          | Nella prima prova viene accusata di aver impiegato tanto tempo a leggere la scheda di uno degli avversari (Andreas Muller-Veronica Peparini) nel corso del tragitto verso la cima del monte; Nella seconda prova, in coppia con Marco Melandri, ha impiegato molto tempo a trasportare il carico senza peraltro raggiungere la quota prevista. |
| Alessandro       | Durante la prima missione ha segnalato al suo gruppo che il sistema di pedalata assistita della bici si era rotto, motivo per cui faceva più fatica a salire. Successivamente, però, è tornato tutto a posto. |
| Elisa            | Durante la serata in maschera, l'uomo mascherato, amico della talpa, dà un indizio: La amate. Nella scherma le lamate sono colpi inferti all'avversario in una zona valida per segnare il punto. Quindi, essendo la stessa concorrente una schermitrice, potrebbe essere un indizio su di lei.                                                 |
| Orian            | Ha subito manifestato un dolore alla spalla che le ha impedito di dare il massimo durante la missione; Ha fatto partire l'asta offrendo 500 euro salvo poi rinunciarci. |
| Andrea           | Si aggiudica l'immunità sottraendo però al montepremi 13 500 euro. |
| Gilles           | Durante la seconda prova, scelto dal gruppo come coordinatore, ha dovuto svolgere la missione da solo tentando di trasportare più di 600 kg. I compagni lo hanno accusato di aver portato a termine la prova solo per la gloria pur sapendo di non aver raggiunto la cifra tale da vincere la missione.                                        |
| Marina           | Nessun sospetto |
| Marco            | Nessun sospetto |
| Andreas-Veronica | Nessun sospetto |

### Terza puntata -Semifinale

#### Missione settimanale
Tutti i concorrenti vengono costretti a indossare degli occhiali scuri, che non permettono loro di vedere niente. Dopo un percorso in barca nel Lago del Salto vengono legati a delle corde e appesi, in alto, sotto un ponte (completamente sospesi nel vuoto). L'obiettivo finale è sganciarsi e buttarsi in acqua, nel lago. Ciascun concorrente che si butta fa guadagnare 500 euro al gruppo. Se si buttano tutti il bonus è di 10 000 euro. I concorrenti vengono sospesi ad altezze diverse, in base alla classifica della fiducia fatta precedentemente: in alto è posizionato il concorrente più sospettato (ad un'altezza di 12 metri) mentre in basso quello di cui il gruppo si fida di più (ad un'altezza di 3 metri).
| Concorrenti             | Esito                   | Guadagno |
| ----------------------- | ----------------------- | -------- |
| Gilles                  | Superata                | + € 500  |
| Andreas-Veronica        | Superata                | + € 500  |
| Andrea                  | Superata                | + € 500  |
| Elisa                   | Superata                | + € 500  |
| Lucilla                 | Superata                | + € 500  |
| Orian                   | Superata                | + € 500  |
| Alessandro              | Superata                | + € 500  |
| Marina                  | Fallita                 | Fallita  |
| Montepremi (parziale)   | Montepremi (parziale)   | € 3 500  |
| Montepremi (definitivo) | Montepremi (definitivo) | € 13 000 |

#### Grande prova
Nell'arena delle spie i concorrenti vengono divisi in coppie. Uno dei due è chiamato a immergersi in una vasca di acqua ghiacciata fino a quando il rispettivo compagno non trova, scavando in mezzo al fuoco, le monete e le tessere nascoste nel sentiero che porta alla vasca. In totale ci sono nel percorso 12 monete – del valore di 1 000 euro ciascuna – e 28 tessere con un messaggio (da comporre) sulla talpa. La prova può durare massimo 20 minuti per non causare ipotermia a quelli immersi. Chi esce dalla vasca – dove viene gettato in continuazione del ghiaccio – interrompe la prova del fuoco del compagno.
| Coppia                  | Coppia                  | Esito                                            | Guadagno  |   |
| Percorso di fuoco       | Vasca di ghiaccio       | Esito                                            | Guadagno  |   |
| ----------------------- | ----------------------- | ------------------------------------------------ | --------- | - |
| Gilles                  | Lucilla                 | Superata                                         | + € 3 000 |   |
| Andrea                  | Orian                   | Superata                                         | + € 3 000 |   |
| Marina                  | Alessandro              | Superata                                         | + € 2 000 |   |
| Elisa                   | Andreas-Veronica        | Fallita                                          | Fallita   |   |
| Montepremi (parziale)   | Montepremi (parziale)   | Montepremi (parziale)                            | € 8 000   |   |
| Bonus                   | Bonus                   | Decifrare il messaggio con le tessere recuperate | + € 5 000 | + |
| Montepremi (definitivo) | Montepremi (definitivo) | Montepremi (definitivo)                          | € 26 000  |   |

#### Asta per immunità e test per l'eliminazione finale
A differenza delle aste avvenute nelle puntate precedenti, questa avviene al buio implicando ai concorrenti di scrivere segretamente in una busta, quanto offrirebbero. La conduttrice comunica che non verrà presa in considerazione l'offerta più alta, a discapito di quella più bassa. Avendo offerto Andrea Preti la cifra più alta, questa viene scartata e di conseguenza, avendo offerto i restanti concorrenti, tutti 0 come cifra, l'asta viene annullata, portando tutti al test per l'eliminazione finale. Orian non partecipa a causa di una penalità inflitta dalla prova precedente.
| Concorrente                | Asta per l'immunità        | Asta per l'immunità    | Test finale      |
| Concorrente                | Offerta massima            | Esito provvisorio      | Esito definitivo |
| Concorrente                | 1ª                         | Esito provvisorio      | Esito definitivo |
| -------------------------- | -------------------------- | ---------------------- | ---------------- |
| Andrea                     | € 17 450                   | A rischio eliminazione | Salvo            |
| Orian                      | —                          | A rischio eliminazione | Salva            |
| Marina                     | € 0                        | A rischio eliminazione | Salva            |
| Gilles                     | € 0                        | A rischio eliminazione | Salvo            |
| Lucilla                    | € 0                        | A rischio eliminazione | Salva            |
| Andreas-Veronica           | € 0                        | A rischio eliminazione | Salvi            |
| Alessandro                 | € 0                        | A rischio eliminazione | Salvo            |
| Elisa                      | € 0                        | A rischio eliminazione | Eliminata        |
| Montepremi di fine puntata | Montepremi di fine puntata | € 26 000               | € 26 000         |

#### Sospetti della puntata
| Concorrente      | Sospetto | Sospetto |
| ---------------- | --- | --- |
| Lucilla          | Il misterioso uomo mascherato, amico della talpa, dà un altro indizio: la talpa vi propone l'armistizio". | La concorrente è nata l'8 settembre, giorno dell'armistizio della seconda guerra mondiale. |
| Alessandro       | Il misterioso uomo mascherato, amico della talpa, dà un altro indizio: la talpa vi propone l'armistizio". | Il concorrente è nato a Belgrado, luogo dell'armistizio del 1918. |
| Elisa            | Il misterioso uomo mascherato, amico della talpa, dà un altro indizio: la talpa vi propone l'armistizio". | La concorrente è tra i campioni olimpici della Polizia; Non ha completato la missione entro i 20 minuti (tempo limite per evitare al suo compagno Müller di entrare in ipotermia). Non ha trovato nemmeno una moneta e poche tessere. |
| Orian            | Il misterioso uomo mascherato, amico della talpa, dà un altro indizio: la talpa vi propone l'armistizio". | La concorrente ha fatto il militare; Ha abbandonato la missione prima che il suo compagno Andrea Preti avesse trovato tutte le monete e le tessere perché non resisteva più a stare nella vasca ghiacciata. Inoltre, non essendosi immersa fino alle spalle, non ha avuto la possibilità di partecipare all'asta per l'immunità.                   |
| Andrea           | Fa l'offerta più alta (nonché unica) di 17 450 euro, che però viene appunto scartata facendolo così partecipare al test finale. | Fa l'offerta più alta (nonché unica) di 17 450 euro, che però viene appunto scartata facendolo così partecipare al test finale. |
| Marina           | Decide di non sganciarsi dalle corde per tuffarsi nel lago facendo perdere al gruppo la sua parte di montepremi (500 euro) ma anche il bonus di 10 mila euro che avrebbero ottenuto se tutti avessero completato la missione; Non completa la missione entro i 20 minuti (tempo limite per evitare al suo compagno Egger di entrare in ipotermia). | Decide di non sganciarsi dalle corde per tuffarsi nel lago facendo perdere al gruppo la sua parte di montepremi (500 euro) ma anche il bonus di 10 mila euro che avrebbero ottenuto se tutti avessero completato la missione; Non completa la missione entro i 20 minuti (tempo limite per evitare al suo compagno Egger di entrare in ipotermia). |
| Gilles           | Nessun sospetto | Nessun sospetto |
| Andreas-Veronica | Nessun sospetto | Nessun sospetto |

### Quarta puntata -Finale

#### 1ª grande prova
Veronica Peparini e Marina La Rosa vengono chiuse in una teca che si riempie pian piano di acqua melmosa. Per uscire fuori dalla stessa devono trovare le 4 chiavi che aprono i lucchetti. Gli altri cinque concorrenti rimasti, al contrario, devono cercare le altre 4 brugole, tra le decine disponibili, in una vasca di fango per chiudere le valvole che fanno fuoriuscire il liquido che riempie la vasca in cui sono chiuse Veronica e Marina. Montepremi in palio: 10 000 euro.
| Concorrenti             | Concorrenti             | Esito                   | Guadagno |
| Vasca di fango          | Teca d'acqua            | Esito                   | Guadagno |
| ----------------------- | ----------------------- | ----------------------- | -------- |
| Gilles                  | Andreas-Veronica        | Fallita                 | Fallita  |
| Alessandro              | Andreas-Veronica        | Fallita                 | Fallita  |
| Orian                   | Andreas-Veronica        | Fallita                 | Fallita  |
| Andrea                  | Marina                  | Fallita                 | Fallita  |
| Lucilla                 | Marina                  | Fallita                 | Fallita  |
| Montepremi (definitivo) | Montepremi (definitivo) | Montepremi (definitivo) | € 26 000 |

#### 1ª missione settimanale
Nell'anfiteatro romano di Sutri, è tempo delle Olimpiadi della talpa. Devono affrontare tre prove: la corsa delle bighe, la corsa degli asini e il lancio del giavellotto. Solo due concorrenti arriveranno all'ultima tappa. Per la coppia gioca Andreas; Veronica Peparini farà da auriga. Il gruppo elegge come "regina" Marina. Avrà un ruolo a termine Olimpiade.
| Le Olimpiadi della Talpa | Le Olimpiadi della Talpa | Le Olimpiadi della Talpa | Le Olimpiadi della Talpa | Le Olimpiadi della Talpa |
| Concorrente              | Esito                    | Esito                    | Esito                    | Guadagno                 |
| Concorrente              | Corsa delle bighe        | Corsa degli asini        | Lancio del giavellotto   | Guadagno                 |
| ------------------------ | ------------------------ | ------------------------ | ------------------------ | ------------------------ |
| Andreas-Veronica         | Superata                 | Superata                 | Superata                 | + € 12 000               |
| Andrea                   | Superata                 | Superata                 | Fallita                  | Fallita                  |
| Gilles                   | Superata                 | Fallita                  | Fallita                  | Fallita                  |
| Alessandro               | Superata                 | Fallita                  | Fallita                  | Fallita                  |
| Lucilla                  | Fallita                  | Fallita                  | Fallita                  | Fallita                  |
| Orian                    | Fallita                  | Fallita                  | Fallita                  | Fallita                  |
| Montepremi (parziale)    | Montepremi (parziale)    | Montepremi (parziale)    | Montepremi (parziale)    | € 12 000                 |
| Montepremi (definitivo)  | Montepremi (definitivo)  | Montepremi (definitivo)  | Montepremi (definitivo)  | € 38 000                 |

#### 2ª missione settimanale
Nel Parco dei Mostri di Bomarzo avviene la seconda Missione settimanale. Durante la notte Gilles e Lucilla vengono misteriosamente rapiti. I concorrenti lo scoprono da Diletta: loro compito è ritrovarli entro 45 minuti per guadagnare 5 000 euro. Intanto, la Agosti e Rocca sono costretti a rinchiudersi in un sarcofago. Primo bonus da 5 000 euro per il gruppo se vengono recuperate alcune monete nascoste e secondo bonus se al termine della missione ogni concorrente rinuncia all'immunità aggiungendo 2 000 euro ciascuno al montepremi.
| Concorrenti             | Concorrenti             | Esito                                      | Guadagno  |
| Ricercatori             | Rapiti                  | Esito                                      | Guadagno  |
| ----------------------- | ----------------------- | ------------------------------------------ | --------- |
| Andreas-Veronica        | Lucilla                 | Superata                                   | + € 5 000 |
| Andrea                  | Lucilla                 | Superata                                   | + € 5 000 |
| Marina                  | Gilles                  | Superata                                   | + € 5 000 |
| Orian                   | Gilles                  | Superata                                   | + € 5 000 |
| Alessandro              | Gilles                  | Superata                                   | + € 5 000 |
| Montepremi (parziale)   | Montepremi (parziale)   | Montepremi (parziale)                      | € 43 000  |
| Bonus                   | Bonus                   | Recuperare alcune monete nascoste          | + € 5 000 |
| Bonus                   | Bonus                   | Rifiutare l'immunità aggiungendo + € 2 000 | + € 1 000 |
| Montepremi (definitivo) | Montepremi (definitivo) | Montepremi (definitivo)                    | € 58 000  |

#### 2ª grande prova
Dopo aver recuperato due sfere a testa, sopra un'alta altalena che ha Gilles come contrappeso, ogni concorrente deve lanciare le stesse tramite una grande fionda per colpire dei cartelli riportanti i premi in denaro del colore che hanno scelto.
| Concorrente             | Esito                   | Guadagno |
| ----------------------- | ----------------------- | -------- |
| Andrea                  | Superata                | + € 500  |
| Marina                  | Fallita                 | Fallita  |
| Gilles                  | Fallita                 | Fallita  |
| Alessandro              | Fallita                 | Fallita  |
| Andreas-Veronica        | Fallita                 | Fallita  |
| Orian                   | Fallita                 | Fallita  |
| Lucilla                 | Fallita                 | Fallita  |
| Montepremi (parziale)   | Montepremi (parziale)   | € 500    |
| Montepremi (definitivo) | Montepremi (definitivo) | € 58 500 |

#### Test per l'eliminazione finale n° 1
| Concorrente      | Test finale      |
| Concorrente      | Esito definitivo |
| ---------------- | ---------------- |
| Andrea           | Salvo            |
| Orian            | Salva            |
| Marina           | Salva            |
| Lucilla          | Salva            |
| Andreas-Veronica | Salvi            |
| Alessandro       | Salvo            |
| Gilles           | Eliminato        |

#### 3ª ed ultima missione settimanale
La terza Missione settimanale è ambientata alle Cascate delle Marmore. I concorrenti possono affrontarle o con la tecnica dell'Hydrospeed (recuperarando in acqua dei nastri) o con quella del River Adventure (recuperando almeno dieci bottiglie, trasportate verso di loro dalla corrente).
| Concorrenti             | Concorrenti                 | Esito                   | Guadagno  |
| Tecnica dell'Hydrospeed | Tecnica del River Adventure | Esito                   | Guadagno  |
| ----------------------- | --------------------------- | ----------------------- | --------- |
| Andreas-Veronica        | Lucilla                     | Superata                | + € 8 000 |
| Alessandro              | Marina                      | Superata                | + € 8 000 |
| Orian                   | Andrea                      | Superata                | + € 8 000 |
| Montepremi (parziale)   | Montepremi (parziale)       | Montepremi (parziale)   | € 8 000   |
| Montepremi (definitivo) | Montepremi (definitivo)     | Montepremi (definitivo) | € 66 500  |

#### Asta per l'immunità e test per l'eliminazione finale n° 2
Ai concorrenti viene annunciato che possono offrire in maniera segreta quanto offrire massimo come cifra da decurtare però dal montepremi. Nelle buste c'è un foglio dove devono scrivere la loro offerta. Possono giocarsi anche tutto il montepremi. Nel caso di parità l’asta verrà annullata.
| Concorrente           | Asta per l'immunità   | Asta per l'immunità    | Test finale      |
| Concorrente           | Offerta massima       | Esito provvisorio      | Esito definitivo |
| --------------------- | --------------------- | ---------------------- | ---------------- |
| Andrea                | € 43 000              | Immune e salvo         | Immune e salvo   |
| Alessandro            | € 20 000              | A rischio eliminazione | Salvo            |
| Marina                | € 8 500               | A rischio eliminazione | Salva            |
| Lucilla               | € 10 000              | A rischio eliminazione | Salva            |
| Andreas-Veronica      | € 0                   | A rischio eliminazione | Eliminati        |
| Orian                 | € 12 232              | A rischio eliminazione | Eliminati        |
| Montepremi definitivo | Montepremi definitivo | € 23 500               | € 23 500         |

#### 3ª ed ultima grande prova
A coppie, i concorrenti devono raggiungere delle colonne, posizionate ad un'altezza di quattro metri. Bendata con gli occhiali oscuranti un concorrente deve quindi seguire le indicazioni dell'altro per saltare tra le stesse. Per ogni errore 500 euro in meno dagli 8 000 euro (gli altri 8 000 saranno poi a disposizione dell'altra coppia).
| Coppie                  | Coppie                  | Esito                            | Guadagno  |
| ----------------------- | ----------------------- | -------------------------------- | --------- |
| Marina                  | Lucilla                 | Superata                         | + € 8 000 |
| Alessandro              | Andrea                  | Superata                         | + € 8 000 |
| Montepremi (parziale)   | Montepremi (parziale)   | Montepremi (parziale)            | € 16 000  |
| Malus                   | Malus                   | Per ogni errore commesso - € 500 | - € 1 500 |
| Montepremi (parziale)   | Montepremi (parziale)   | Montepremi (parziale)            | € 14 500  |
| Montepremi (definitivo) | Montepremi (definitivo) | Montepremi (definitivo)          | € 38 000  |

#### Test per l'eliminazione finale n° 3 -Finalissima
| Concorrente                               | Test finale                     |
| Concorrente                               | Esito definitivo                |
| ----------------------------------------- | ------------------------------- |
| Alessandro                                | Vincitore                       |
| Lucilla                                   | Seconda classificata - La talpa |
| Andrea                                    | Terzo classificato              |
| Marina                                    | Quarta classificata             |
| Montepremi finale del vincitore: € 38 000 |                                 |

#### Sospetti della puntata
| Concorrente      | Sospetto |
| ---------------- | --- |
| Lucilla          | Non ha portato a termine la corsa delle bighe, facendo così perdere parte del montepremi. Va detto, però, che per lo sforzo alla fine della prova Lucilla è svenuta. |
| Alessandro       | Nella prima prova è stato l'unico, oltre a Gilles, ad essere salito fino alle valvole per provare a chiuderle. Entrambi hanno detto che le brugole erano troppo grandi, motivo per cui non sono riusciti a fermare lo scorrere dell'acqua; Ha scelto l'immunità (come Preti) facendo così perdere la possibilità al gruppo di guadagnare ulteriori 2 000 euro. Il resto dei concorrenti, poi, ha scelto lui come beneficiario dell'immunità. |
| Andrea           | Ha scelto l’immunità (come Egger) facendo così perdere la possibilità al gruppo di guadagnare ulteriori 2 000 euro. Il resto dei concorrenti, poi, ha scelto Alessandro come beneficiario dell'immunità e non lui. |
| Orian            | È accusata da tutti i membri del gruppo di aver sabotato la ricerca delle brugole giuste per fermare il flusso di acqua. Alcune di queste brugole sono state trovate fuori dalla vasca dal lato in cui si trovata la modella; Nella seconda prova, non ha portato a termine la corsa delle bighe, facendo così perdere parte del montepremi. Orian è anche stata accusata da Lucilla di appesantire ulteriormente il carico facendosi reggere sulla biga. |
| Marina           | Nella prima prova, nonostante l'abbandono di Veronica, decide di continuare la missione da sola facendosi richiudere nella vasca. Successivamente però, anche lei chiede di uscire e quindi il gruppo fallisce la prova senza guadagnare nemmeno un euro; Nella seconda prova, prima scelta dal gruppo come regina ed esentata dalle Olimpiadi della talpa, ha poi dovuto fare lo sforzo finale con Andreas. Insieme, hanno cercato di sostenere due colonne di 170 kg l'una. A soli 22 secondi dalla fine, hanno mollato, facendo perdere il bonus di 5 000 euro. |
| Gilles           | È stato l'unico, oltre ad Alessandro, ad essere salito fino alle valvole per provare a chiuderle. Entrambi hanno detto che le brugole erano troppo grandi, motivo per cui non sono riusciti a fermare lo scorrere dell'acqua. |
| Andreas-Veronica | Nella prima prova Veronica tenta di superare la sua claustrofobia decidendo di partecipare alla missione ma poco dopo chiede di abbandonarla lasciando Marina da sola nella vasca a provare a completare la prova; Nella seconda prova Andreas, dopo aver battuto tutti alle Olimpiadi della Talpa, ha dovuto fare un ultimo sforzo con Marina. Insieme, hanno cercato di sostenere due colonne di 170 kg l'una. A soli 22 secondi dalla fine, hanno mollato, facendo perdere il bonus di 5 000 euro.                                                              |

## Montepremi

### Montepremi in divenire
| Puntata | Puntata  | Puntata  | Puntata | Puntata  | Puntata  | Puntata | Puntata  | Puntata  | Puntata | Puntata    | Puntata    | Puntata  | Puntata  | Puntata  | Puntata  | Puntata  | Puntata  |
| 1       | 1        | 1        | 1       | 1        | 1        | 1       | 2        | 2        | 2       | Semifinale | Semifinale | Finale   | Finale   | Finale   | Finale   | Finale   | Finale   |
| ------- | -------- | -------- | ------- | -------- | -------- | ------- | -------- | -------- | ------- | ---------- | ---------- | -------- | -------- | -------- | -------- | -------- | -------- |
| € 0     | € 20 000 | € 12 000 | € 0     | € 17 000 | € 14 500 | € 0     | € 17 000 | € 23 000 | € 9 500 | € 13 000   | € 26 000   | € 38 000 | € 58 000 | € 58 500 | € 66 500 | € 23 500 | € 38 000 |

## Ascolti

### Prima serata
| Puntata    | Messa in onda    | Telespettatori | Share  | Fonte  |
| ---------- | ---------------- | -------------- | ------ | ------ |
| 1          | 5 novembre 2024  | 2 250 000      | 14,04% | [ 15 ] |
| 2          | 11 novembre 2024 | 1 917 000      | 12,53% | [ 16 ] |
| Semifinale | 18 novembre 2024 | 1 572 000      | 10,57% | [ 17 ] |
| Finale     | 25 novembre 2024 | 1 603 000      | 12,76% | [ 18 ] |
| Media      | Media            | 1 836 000      | 12,48% |        |

### Ascolti giornalieri

#### Canale 5
In questa tabella sono indicati i risultati in termini di ascolto della striscia quotidiana, andata in onda dall'11 al 25 novembre 2024 su Canale 5 dal lunedì al venerdì alle 16:45.

|                | Martedì            | Martedì            | Martedì            | Mercoledì          | Mercoledì          | Mercoledì          | Giovedì            | Giovedì            | Giovedì            | Venerdì            | Venerdì            | Venerdì            | Lunedì    | Lunedì | Lunedì         | Media settimanale | Media settimanale |
| Telespettatori | Share              | Fonte              | Telespettatori     | Share              | Fonte              | Telespettatori     | Share              | Fonte              | Telespettatori     | Share              | Fonte              | Telespettatori     | Share     | Fonte  | Telespettatori | Share             |                   |
| -------------- | ------------------ | ------------------ | ------------------ | ------------------ | ------------------ | ------------------ | ------------------ | ------------------ | ------------------ | ------------------ | ------------------ | ------------------ | --------- | ------ | -------------- | ----------------- | ----------------- |
| Settimana 1    | Non andati in onda | Non andati in onda | Non andati in onda | Non andati in onda | Non andati in onda | Non andati in onda | Non andati in onda | Non andati in onda | Non andati in onda | Non andati in onda | Non andati in onda | Non andati in onda | 1 392 000 | 16,28% | [ 16 ]         | 1 392 000         | 16,28%            |
| Settimana 2    | 1 474 000          | 17,25%             | [ 19 ]             | 1 399 000          | 16,15%             | [ 20 ]             | 1 381 000          | 15,89%             | [ 21 ]             | 1 349 000          | 15,10%             | [ 22 ]             | 1 185 000 | 12,60% | [ 17 ]         | 1 358 000         | 15,40%            |
| Settimana 3    | 1 531 000          | 16,99%             | [ 23 ]             | 1 366 000          | 14,80%             | [ 24 ]             | 1 458 000          | 15,73%             | [ 25 ]             | 1 425 000          | 16,52%             | [ 26 ]             | 1 624 000 | 17,31% | [ 18 ]         | 1 481 000         | 16,27%            |
| Media          | Media              | Media              | Media              | Media              | Media              | Media              | Media              | Media              | Media              | Media              | Media              | Media              | Media     | Media  | Media          | 1 410 000         | 15,98%            |